# McKinley megye
McKinley megye az Amerikai Egyesült Államokban, azon belül Új-Mexikó államban található. Megyeszékhelye és legnagyobb városa Gallup. Lakosainak száma 72 902 fő (2020. április 1.). McKinley megye San Juan, Cibola, Sandoval és Apache megyékkel határos.

## Népesség
A megye népességének változása:
| Lakosok száma | 71 775 | 73 490 | 72 726 | 73 308 | 76 708 | 72 902 |
|               | 2010   | 2011   | 2012   | 2013   | 2015   | 2020   |